# Grafenau (Neder-Beieren)

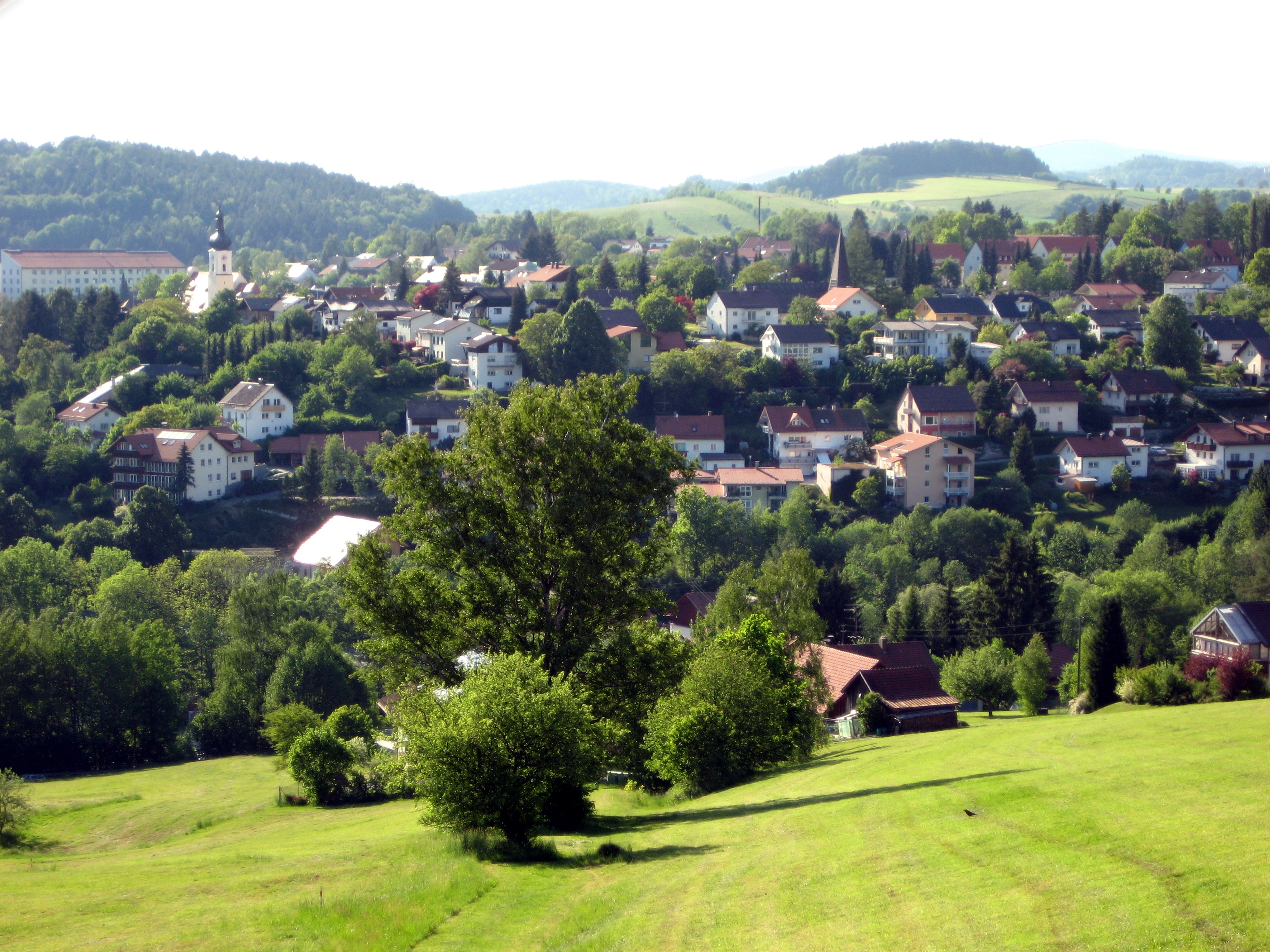
Grafenau

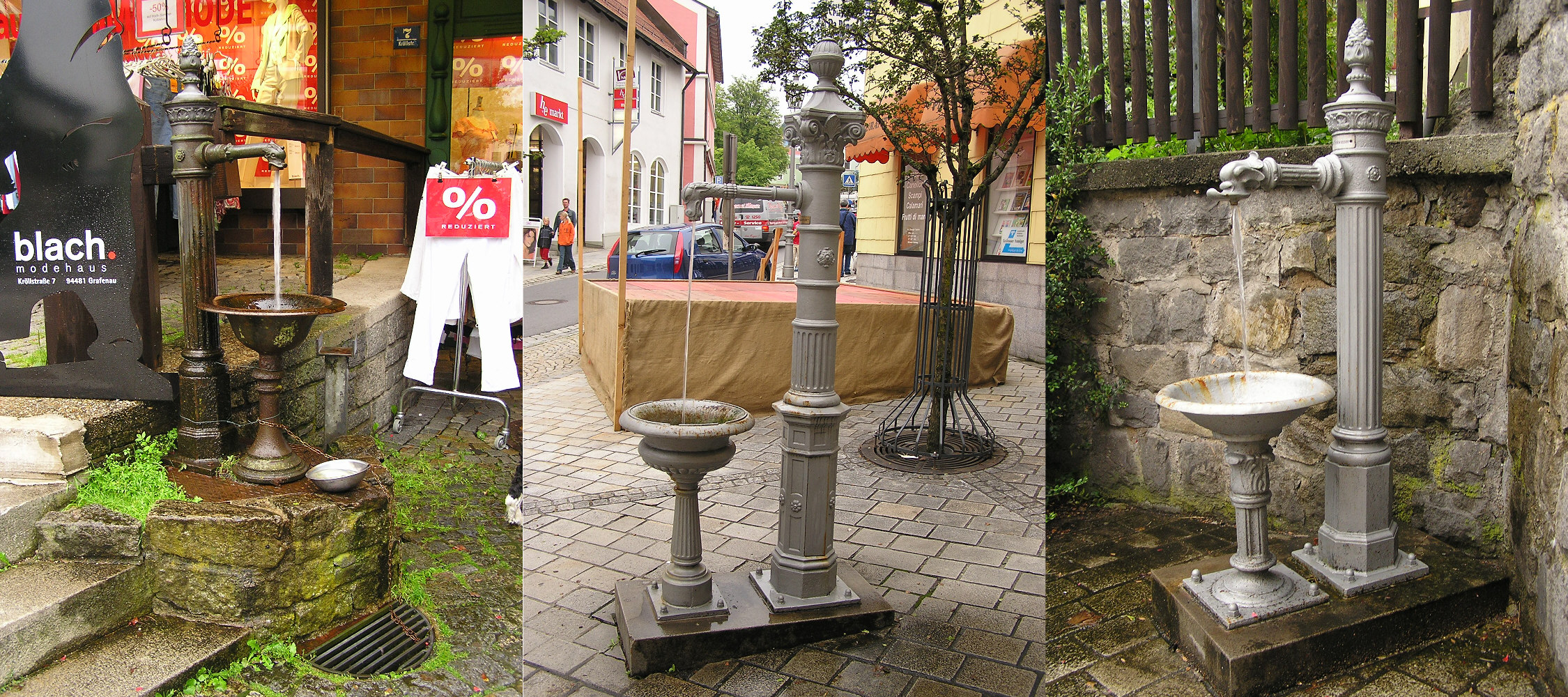
Drie bronnen in Grafenauer Altstadt

Grafenau is een gemeente in de Duitse deelstaat Beieren, en maakt deel uit van het Landkreis Freyung-Grafenau.
Grafenau 8.167 inwoners.
Grafenau ligt in het Beierse Woud, 32 km ten noorden van Passau. Bereikbaar via Bundesautobahn 3 (Europese weg 56/E56).

## Bestuurlijke indeling
Tot Grafenau behoren de stadsdelen Grafenau, Neudorf, Lichteneck, Haus im Wald, Großarmschlag, Rosenau, Schlag, Elsenthal- Siedlung, Gehmannsberg, Grüb.

## Bezienswaardigheden
Grafenau is een kuuroord met een zwembad, kuurpark dicht bij de golfbaan.

### Musea
- Stadsmuseum
- Bauernmöbelmuseum
- Schnupftabakmuseum

Eppenschlag ·
Freyung ·
Fürsteneck ·
Grafenau ·
Grainet ·
Haidmühle ·
Hinterschmiding ·
Hohenau ·
Innernzell ·
Jandelsbrunn ·
Mauth ·
Neureichenau ·
Neuschönau ·
Perlesreut ·
Philippsreut ·
Ringelai ·
Röhrnbach ·
Saldenburg ·
Sankt Oswald-Riedlhütte ·
Schöfweg ·
Schönberg ·
Spiegelau ·
Thurmansbang ·
Waldkirchen ·
Zenting